# Paulo Bragança
Paulo Bragança (Luanda, 1971) é um cantor de fado português.

## Biografia
Nasceu em Luanda em 2 de Setembro de 1971 na então colónia portuguesa de Angola.
Desde muito novo ouviu o Fado, género admirado pelo seu pai, que também tocava como amador a guitarra portuguesa.
Quando a família regressa de África, deambulam por vários locais de Portugal e países até se mudar para Lisboa, onde frequenta a Faculdade de Direito de Lisboa. Por essa altura começou a cantar no Bairro Alto, atuando também numa noite de fados promovida pela Associação Académica de Lisboa. Esta experiência leva-o a seguir uma carreira musical e Paulo Bragança grava o seu primeiro disco em 1991.
A aparição de Paulo Bragança chocava os espíritos tradicionalistas do mundo do Fado. Desde logo pela forma de vestir, usando camisolas de manga curta ou casacos de cabedal e calçando botas de combate ou cantando totalmente descalço. Cantar descalço seria um pormenor pelo qual passaria a ser reconhecido.
Em 1992 colabora no disco Camões, as descobertas… e nós de José Cid. Em 1993 participou no 29º Festival RTP da Canção com o grupo Cid, Bragança & Ca. Lda., formado com José Cid, tendo o tema "O Poeta, o Pintor e o Músico" arrecadado o 2º lugar, numa edição vencida por Anabela.
O seu segundo álbum Amai foi editado em 1994 pela editora Polygram. viria em 1996 a integrar o catálogo da editora de David Byrne, a Luaka Bop.
Em 1996 é lançado o álbum Mistério do Fado.
No cinema, participou no filme Tráfico de João Botelho, com estreia em 1997, no papel de "Padre Lino", ao lado de nomes como Maria Emília Correia, Alexandra Lencastre, Laura Soveral, Isabel de Castro, João Perry, Rita Blanco ou Canto e Castro.
Em  2001 é editado pela Ovação o álbum Lua Semi-nua.
Vai viver para a Irlanda onde, nos primeiros anos, vive uma vida de reclusão. Começa depois a estudar filosofia. Nesse país participa na curta metragem Henry and Sunny, do realizador Irlandês Fergal Rock.
Em 2011 regressa por alguns dias a Portugal. Dá uma entrevista a Edgar Canelas no programa "Vozes da Lusofonia" da Antena 1. 
Em abril de 2017 se reinstala em Portugal definitivamente.
Em 09 de março de 2018 edita o EP Cativo, em conjunto com a editora Alma Mater Records.

## Discografia

### Álbuns de Estúdio
- Notas Sobre a Alma (1992) (Polydor)[10]

- Amai (1994) (Polygram)[5]

- Mistério do Fado (1996) (Polydor)[11]

- Lua Semi-nua (2001) (Ovação)[12]

- Exílio (2018)[13]

### Singles
- Amai (1994) (Universal)[14]

### Compilações
- O Melhor de 2 (2001) 2 CD (Universal) Partilhada com António Pinto Basto[15]

- O Melhor de Paulo Bragança (2009) (Universal)[16]

#### Algumas Outras Compilações
- Os Grandes Nomes do Fado (1993) (Polygram) Tema: "Senhora do Almortão"[17]

- 100 Grandes Vedetas Portuguesas (1997) (Selecções do Reader's Digest) Tema: "Lisboa a Namorar"[18]

- Onda Sonora: Red Hot + Lisbon (1998) (Movieplay Portuguesa) Tema: "A Névoa"[19]

- Fado : Sempre! Ontem, Hoje e Amanhã = Always! Yesterday, Today and Tomorrow (2008) (iPlay) Tema: "O Espírito da Carne"[20]

### Participações
- 1992 - José Cid - Camões, as descobertas… e nós no tema "Nau Catrineta" [21]

- 1993 - Sitiados - E agora…!?  [22]
- 2017 - Moonspell no tema "In Tremor Dei"- 1755